# Mehmed Şükrü Pascha

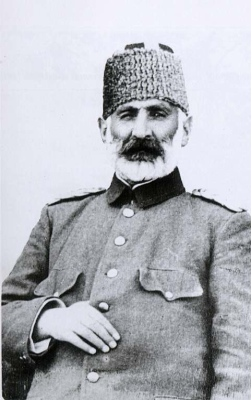
Mehmed Şükrü Pascha

Mehmed Şükrü Pascha, auch  Schükri Pascha (* 1856 in Erzurum; † 5. Juni 1916 in Istanbul) war ein osmanischer General.

## Leben

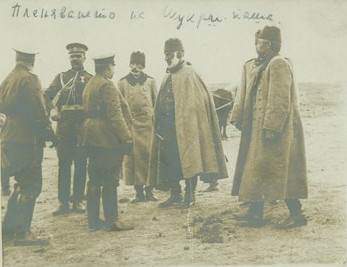
Die Gefangennahme von Şükrü Pascha in der Nähe von Edirne am 13. März 1913.

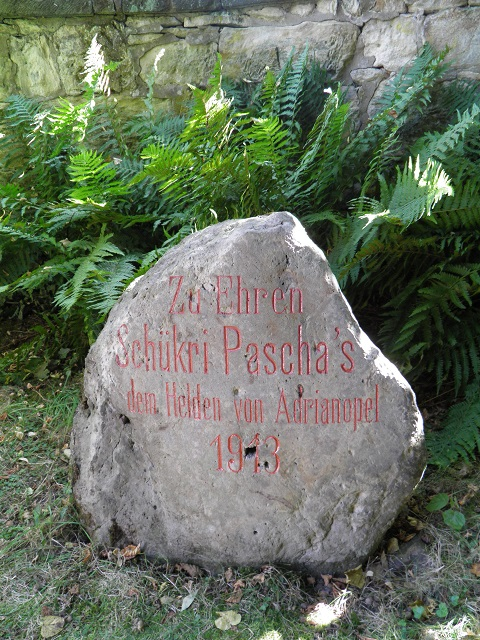
2016 restaurierter Gedenkstein für Schükri Pascha als Held von Adrianopel von 1913 im Garten des Lindenhofes in Kurort Hartha

Mehmed Şükrü Pascha war der einzige Sohn des Adjutanten-Majors Mustafa Bey. Er besuchte die Kadettenschule in seiner Geburtsstadt und kam nach dem Tod seines Vaters 1876 nach Istanbul, wo er in die Militärakademie eintrat und 1880 sein Studium an der Artillerieschule als Oberleutnant abschloss.
1883 wurde er wegen seiner besonderen Begabung für Mathematik auf Empfehlung von Kriegsminister Ali Saib Pascha zur Vervollständigung seiner Studien nach Deutschland geschickt und absolvierte mit Erfolg Lehrgänge bei der Truppe sowie auf der Ingenieur- und Artillerieschule. Schließlich wurde er sogar Ehrenadjutant des deutschen Kaisers Wilhelm I.
1887 kehrte er als Major aus Deutschland zurück und war danach bis 1897 als Lehrer an der Artillerieschule und bei verschiedenen Garde- und Artillerieregimentern tätig. Während dieser Zeit stieg er zunächst rasch auf, wurde 1889 Oberst, 1894 Generalmajor und Inspekteur für Bewaffnung und Munition und im folgenden Jahr Generalleutnant und kaiserlicher Adjutant. Ab 1903 war er Inhaber des neugeschaffenen Ranges eines Kommandierenden Generals, verfasste Lehrbücher über Artillerie- und Kavallerieausbildung sowie Ballistik und war in der Armee wegen seiner strengen Dienstauffassung bekannt.
Als Kommandeur der Artillerie in Edirne wurde er 1905 von Geheimagenten eines geplanten Anschlages auf den örtlichen Oberkommandierenden Arif Pascha verdächtigt, konnte sich jedoch glänzend rechtfertigen und wurde lediglich nach Saloniki versetzt. Seine immer wieder aufgeschobene Beförderung zum Marschall erfolgte Anfang 1908. Dennoch trat er in den kritischen Sommertagen des gleichen Jahres bei Abdülhamid II. für die Wiedereinführung der Verfassung ein. Nach der jungtürkischen Revolution wurde er im Rahmen des allgemeinen Beamtenabbaus zum General zurückgestuft und übte in den folgenden Jahren u. a. die Funktionen eines Inspekteurs der Landwehr und des Kommandanten der Dardanellen-Festungen aus. So war er im Mai 1909 als Brigade-General stellvertretender Militärkommandant in Aleppo und bekam in dieser Funktion vom deutschen Generaloberst Colmar von der Goltz ein Dankschreiben, dass er die Ruhe in Aleppo aufrechterhalten habe, was er über das örtliche deutsche Konsulat auch erwiderte.

## Wirken
Seine Stunde kam nach dem Ausbruch des ersten Balkankrieges, als er im Oktober 1912 zum Platzkommandanten von Adrianopel (Edirne) ernannt wurde. Entgegen den Vorstellungen der osmanischen Regierung, die nur eine einmonatige Verteidigung erwartet hatte, gelang es ihm, die Stadt zunächst bis zum Abschluss des Waffenstillstandes am 3. Dezember 1912 zu halten. Als die Feindseligkeiten am 4. Februar 1913 wiederaufgenommen wurden, verteidigte er Edirne weiter unter schweren Opfern und konnte von den verbündeten bulgarischen und serbischen Truppen erst am 26. März 1913 zur Übergabe gezwungen werden. Am folgenden Tag erschien Zar Ferdinand I. von Bulgarien, den er von früher persönlich kannte, selbst in der eroberten Stadt, empfing ihn, gab ihm feierlich den Degen zurück und hielt ihn danach in Sofia in ehrenvoller Kriegsgefangenschaft, während ihn vor allem die französische Öffentlichkeit begeistert feierte. Im Mai 1913 gab er in der Gefangenschaft ausländischen Journalisten als gefeierter Held von Adrianopel (Edirne Müdafii) ein Interview zu den Vorgängen in Edirne.
Während der Belagerung von Edirne hatte er den führenden jungtürkischen Funktionär Talât Bey wegen defätistischer Propaganda aus der Stadt verwiesen. Die Jungtürken rächten sich dafür, indem sie den Pascha, um Kundgebungen der Bevölkerung so weit wie möglich zu verhindern und ihn selbst zu demütigen, am 25. Oktober 1913 bei der Rückkehr aus der Gefangenschaft durch den Kommandanten von Istanbul Cemal Bey auf dem Bahnhof in Empfang nehmen und eiligst in sein Haus bringen ließen. Er wurde danach zwar noch Mitglied des Senats, trat indessen bis zu seinem Tode in der Öffentlichkeit nicht mehr hervor.
An ihn erinnern heute u. a. das Şükrü Pasha Memorial and Balkan Wars Museum in Edirne sowie ein Gedenkstein im Garten des Lindenhofes in Kurort Hartha.